# Unité taxonomique opérationnelle
En biologie, une Unité Taxonomique Opérationnelle (abrégée en OTU, d'après l'anglais Operational Taxonomic Unit), est une définition opérationnelle utilisée pour regrouper des individus phylogénétiquement proches.

## Histoire
Le terme a été créé par Robert R. Sokal et Peter H. A. Sneath dans le contexte de la taxonomie numérique, et désigne un groupe d'individus étudiés, présentant des similarités.
Aujourd'hui, le terme OTU désigne un regroupement d'organismes, généralement non cultivés ou non identifiés, regroupés sur la base de la similarité de la séquence d'ADN d'un gène donné, qui sert de marqueur taxonomique. En écologie microbienne, le terme OTU est fréquemment utilisé comme un équivalent du concept d'espèce, en raison de l'absence de système de classification chez les bactéries et les archaea. Les OTU sont l'unité de mesure la plus communément utilisée pour quantifier la biodiversité microbienne.

## Constitution des OTU
Les séquences sont regroupées par partitionnement de données (clustering) en fonction de leur similarité et les OTU sont définies à partir d'un seuil de similarité choisi par le chercheur (généralement, 97%). Les gènes principalement utilisés sont l'ARNr 16S pour les bactéries et les archaea, et les Internal Transcribed Spacer (ITS) chez les champignons.

## Signification écologique et évolutive
La question de savoir si les OTU rendent compte de l'écologie ou de la phylogénie réelle des micro-organismes reste débattue. Néanmoins, les OTU microbiennes présentent des écologies cohérentes entre différents habitats, même lorsqu'elles sont calculées avec des méthodes de clustering différentes.

## Différences entreprises pour effectuer OTU et mppm
Le concept d'OTU est issu du concept de phylotype, mais se différencie par la méthode de constitution des groupes d'individus. Dans l'approche OTU, les séquences d'ADN sont regroupées en fonction de leur similarité entre elles. Les phylotypes sont définis par regroupement des séquences d'ADN avec une séquence d'ADN de référence, appartenant à un jeu de données préexistant, et auquel est souvent lié un nom d'espèce.